# Дон Айван Панчац
Дон Айван Панчац (англ. Don Ivan Punchatz; 8 вересня 1936 — 22 жовтня 2009) — художник наукової фантастики та фентезі, який малював ілюстрації для численних книг і публікацій, включаючи такі журнали, як Heavy Metal, National Geographic, Playboy і Time. Він проілюстрував обкладинки альбомів і зробив обкладинку для дебютного сольного альбому сесійного гітариста Стіва Гантера, Swept Away. Його характеризують як «вправного гіперреаліста зі схильністю до фантастичного й абсурдного» та «елегантно дивного», він створив обкладинки для книжок Гарлана Еллісона, Айзека Азімова та інших.
Панчац народився в Арлінгтоні, штат Техас. У 1970 році він відкрив там студію SketchPad, де навчав десятки учнів (відомих як «ельфи») і став відомим як «хрещений батько ілюстрації Далласа». Протягом 1993 року компанія Id Software найняла його для створення зображення та логотипу відеоігри Doom. Результат був названий GameSpy другим найкращим дизайном коробки для ігор усіх часів. Його син, Ґреґор Панчац, працював над спецефектами для кількох фільмів, а також створив скульптури монстрів для Doom.
11 жовтня 2009 року Панчац пережив зупинку серця і помер у лікарні Арлінгтона 22 жовтня 2009 року.

## Часткова бібліографія обкладинки
- Барнштормер в Оз
- Дейволд
- Дейволд ребел
- Фундація та Імперія
- Боги річкового світу (роман)
- Друга Фундація
- Світи Федерації

## Обкладинка відеоігри
- Doom (1993)